# Индекс автомобильных номеров Грузии

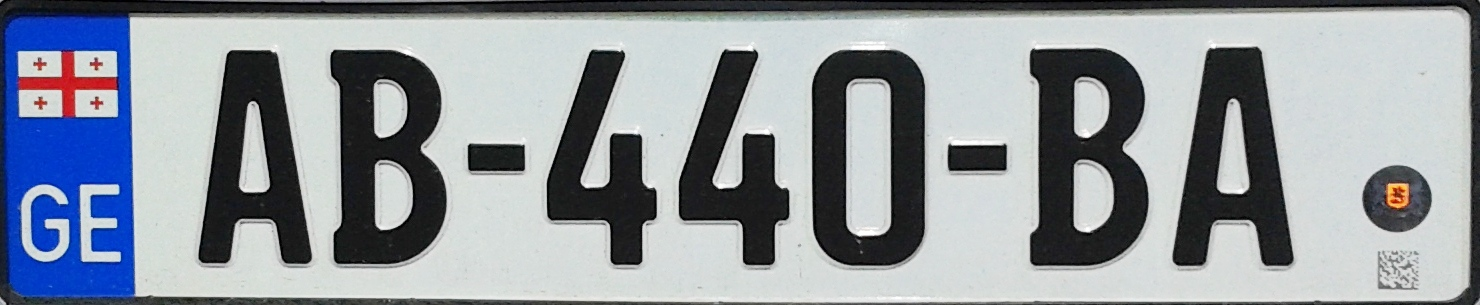
Современный номерной знак

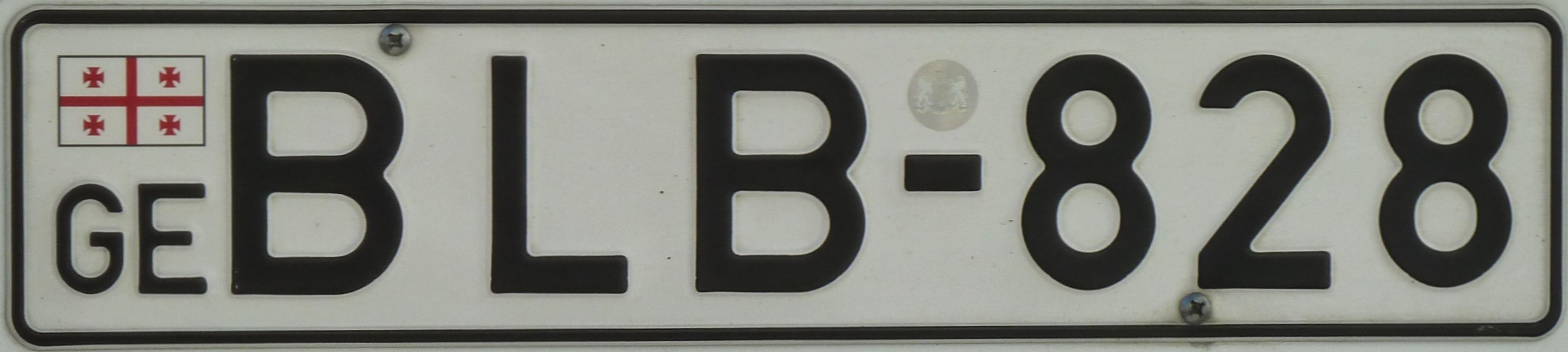
Знак до сентября 2014 года

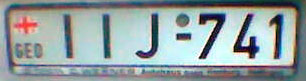
Знак старого образца с кодом "GEO"

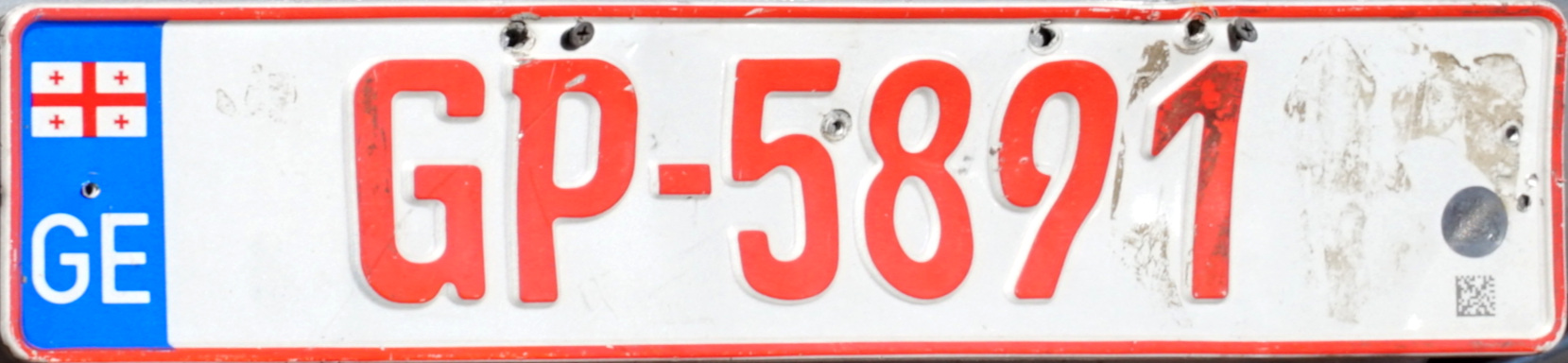
Современный транзитный номерной знак

Автомобильные номера Грузии — номерные знаки, предназначенные для регистрации легковых и грузовых автомобилей, автобусов, прицепов, мотоциклов и спецтехники на территории Грузии.

## История
Впервые номера на автомобилях Грузии появились во времена вхождения Грузии в состав СССР. С этого времени и вплоть до 1993 года в стране использовались автомобильные номера советского образца общереспубликанских серий, принадлежавшие Грузинской ССР (общереспубликанские серии ГА, ГГ, ГД и ГР).
В 1993 году в Грузии начали выдавать номерные знаки собственного стандарта. В Тбилисской серии номеров старый флаг рисовался, в остальных сериях - нет. Номерные знаки украшались буквами "GEO".
В 2004—2005 годах номерные знаки слегка изменились — на них начали рисовать новый грузинский флаг вместо старого. В конце 2000-х-начале 2010-х годов вместо номерных знаков с надписью "GEO", стали выдавать номера с серией "GE".
С сентября 2014 года введён новый формат номеров — они стали иметь вид «ББ-ЦЦЦ-ББ», а государственная символика (флаг и код GE) стала рисоваться на синем фоне, как в номерах большинства европейских стран.

## Автомобильные номера
Автомобильный номер Грузии стандарта 1993 года представляет собой прямоугольную табличку белого цвета, на которой нанесены символы чёрного цвета. С левой стороны номера нарисован флаг Грузии и под ним код страны «GE» или «GEO». Сам номерной знак состоит из 3 букв латинского алфавита и 3 цифр, разделённых дефисом. В двухрядном исполнении номерного знака буквы помещаются в верхнем ряду, цифры — в нижнем, дефис при этом отсутствует, государственный флаг также не рисуется.
Первоначально, каждый регион выдавал номера, начинавшиеся с определённой буквы, к примеру тбилисская ГАИ выдавала номера с буквы А, Аджарская ГАИ — с буквы В, ГАИ Абхазии — с буквы С, зугдидская ГАИ — с буквы F, но затем стало можно брать любой номер, в том числе и по индивидуальному заказу (любая комбинация не более чем из шести символов), в любом месте, официально заплатив в бюджет определённую сумму.
Автомобильный номер стандарта 2014 года отличается от предыдущего: в левой части располагается национальная символика (флаг страны и код GE), стилизованная под европейские номера; сам номер выполняется FE-шрифтом и состоит из двух латинских букв, трёх цифр и ещё двух латинских букв, группы букв и цифр разделяются дефисами. В двухрядном исполнении номерного знака первые две буквы размещаются в верхнем ряду, а цифры и оставшиеся буквы — в нижнем. Региональной привязки номерные знаки не имеют.
В Абхазии и Южной Осетии (частично признанные государства, которые грузинская сторона считает неотъемлемой частью Грузии) выдаются собственные госномера.

### Кодировка автомобильных номеров Грузии стандарта 1993 года
1. AAA — AAZ принадлежит Тбилиси.
2. EEK, EES, EEY, EAD, EAK, EAQ, VYV, VCV, VIV, IID принадлежит Марнеули и Марнеульскому муниципалитету.
3. EEF, EEP и EEQ принадлежит Болниси и Болнисскому муниципалитету.
4. KZZ, KZY принадлежит Ткибули и Ткибульскому муниципалитету.
5. DDD — принадлежит Кутаиси

## Другие типы номерных знаков
- Номерные знаки прицепов и полуприцепов. В стандарте 1993 года от автомобильных номеров отличаются наличием только двух букв в начале номера (между буквами имеется расстояние), имеется как однорядное, так и двухрядное исполнение. В стандарте 2014 года от автомобильных отличаются наличием только одной буквы во второй группе букв как в однорядном, так и в двухрядном исполнении.
- Номерные знаки мототехники. Знаки двухрядного исполнения, в верхнем ряду помещаются две буквы, в нижнем — четыре цифры, слева помещается флаг Грузии и автомобильный код. В стандарте 2014 года изменился только шрифт и вид национальной символики.
- Номерные знаки сельхоз-, дорожной и спецтехники и прицепов к ней. Отличаются от мотоциклетных знаков наличием лишь трёх цифр в нижнем ряду, что делает их практически идентичными двухрядному прицепному знаку. Единственное отличие — на номерах спецтехники помещается государственный флаг Грузии.  В стандарте 2014 года знак спецтехники так же совпадает с двухрядным прицепным.
- Транзитные номерные знаки (экспорт). Выполняются чёрными символами на белом фоне, слева помещаются четыре цифры, справа — две буквы. Между буквами и цифрами помещается красная полоса с расположенными друг под другом прямоугольными белыми окошками, в верхнем окошке пишется год действия номера, в нижнем — месяц (фактически же нижнее окно чаще всего остаётся пустым). Данные номера имеют уменьшенный размер и выполняются в виде наклейки. С 2023 года формат номера изменился: количество букв и цифр стало по три. С середины 2024 года вернули прежний формат, но без окошек для записи даты действия.
- Транзитные номерные знаки (внутренние). От автомобильных отличаются наличием двух букв и четырёх цифр, между буквами отсутствует пробел, первая буква чаще всего Т. Существуют также мотоциклетные транзитные номера, у них одна буква (чаще всего Т) в верхнем ряду и три цифры — в нижнем. В стандарте 2014 года изменился шрифт, цвет символов с чёрного на красный и вид национальной символики, а у мотоциклетных также увеличилось количество цифр с трёх до четырёх.
- Номерные знаки нерезидентов. Выполняются чёрными символами на жёлтом фоне, формат — буквосочетание FG и пять цифр. Примерно с середины 2000-х годов данные номера не выдаются.
- Дипломатические номерные знаки. Выполняются белыми символами на красном фоне, формат — три цифры, буква статуса, от одной до трёх цифр. Одна цифра ставится на автомобилях глав дипмиссий, две (гораздо реже — три) цифры ставятся на всех остальных автомобильных номерах. Буква статуса обозначает:

D — сотрудник с дипломатическим статусом,
T — сотрудник без дипломатического статуса (техперсонал),
CMD — автомобиль главы диппредставительства.
В стандарте 2014 года изменился шрифт, количество цифр после статуса всегда стало три, а также добавились буквы СС — консульские работники.
- Разновидностью дипломатического номера являются номера иностранных компаний, выполняются они белыми символами на зелёном фоне, на месте буквы статуса ставится буквосочетание AS. В стандарте 2014 года изменился только шрифт.
- Номерные знаки Миссии наблюдателей ЕС. Выполняются белыми символами на голубом фоне, формат — буквосочетание EUMM и три цифры.
- Военные номерные знаки. Выполняются белыми символами на чёрном фоне, формат — две буквы и три цифры. Слева номерного знака помещается узкая зелёная полоска, на которой друг под другом написаны буквы G и A.

## Галерея

Регулярные номера Грузии образца 1993 года
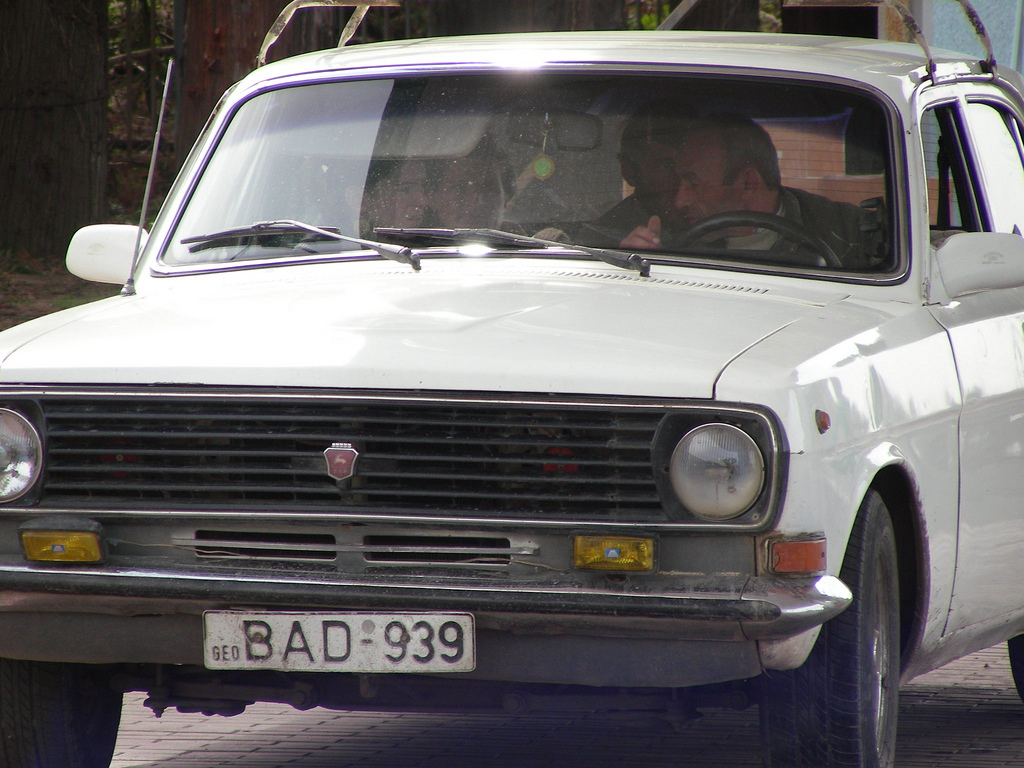
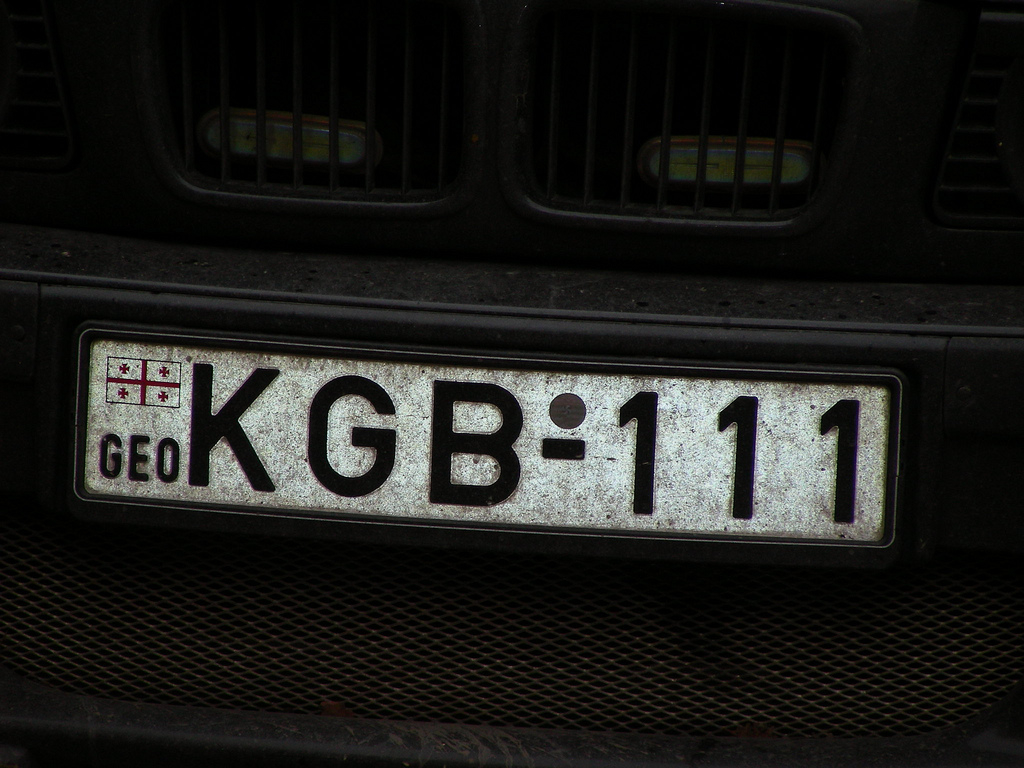
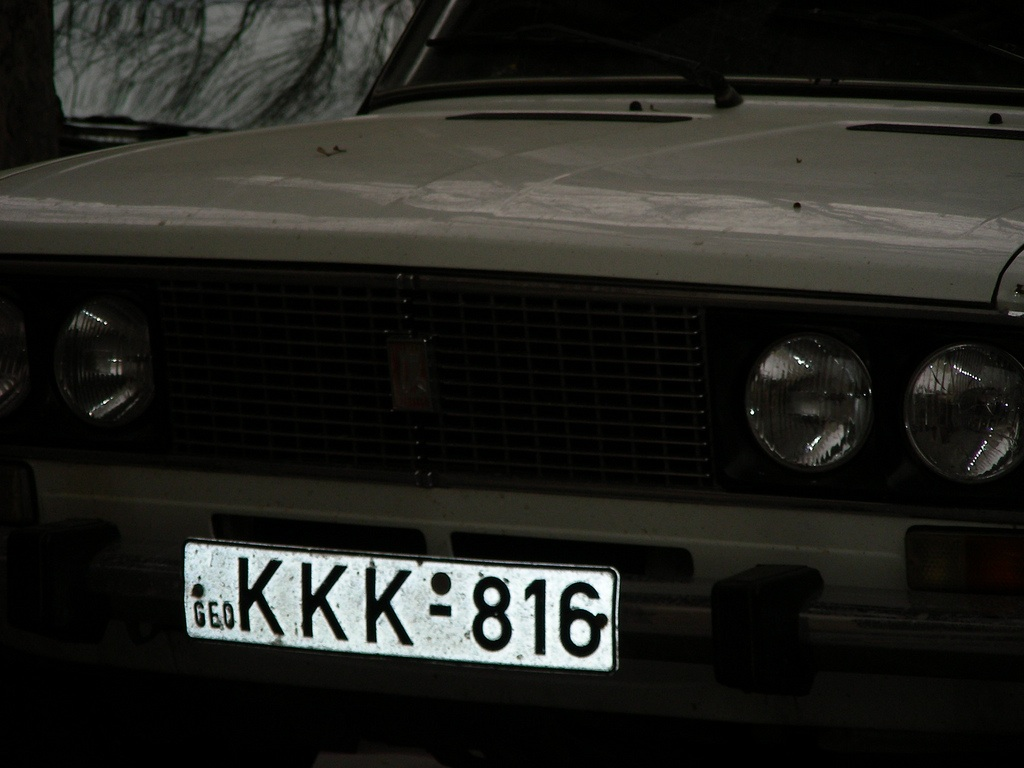
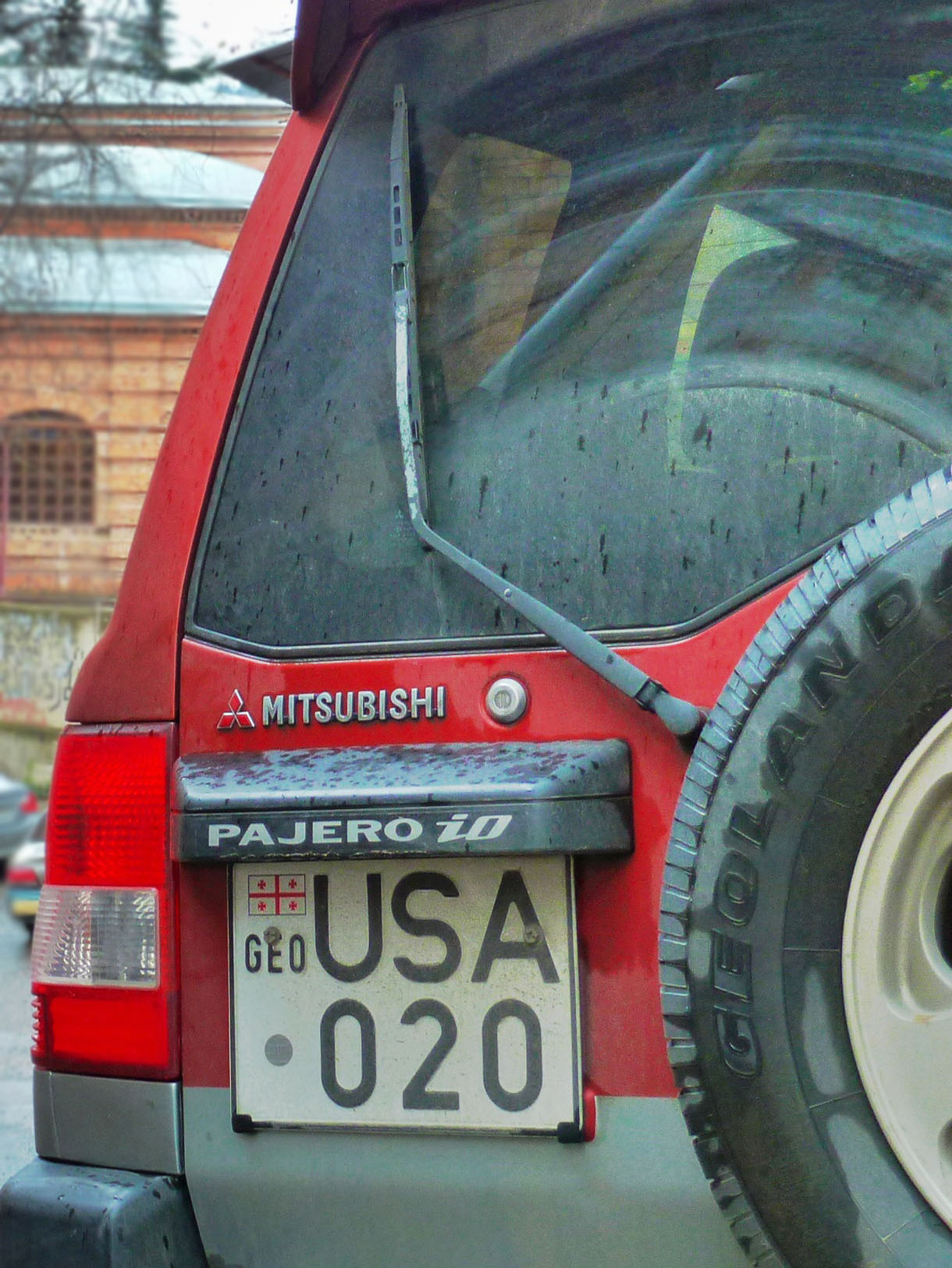

Регулярные номера Грузии образца 2014 года
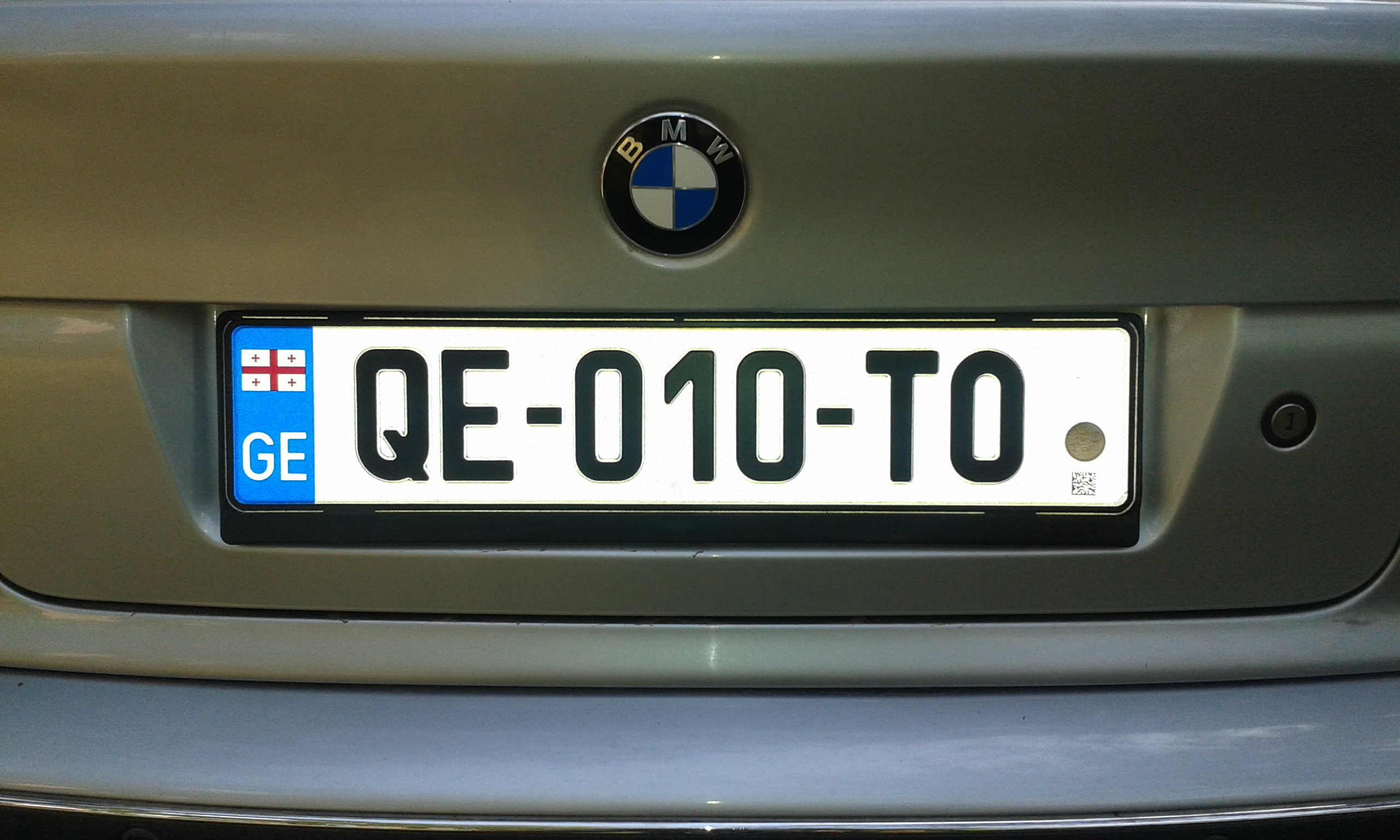
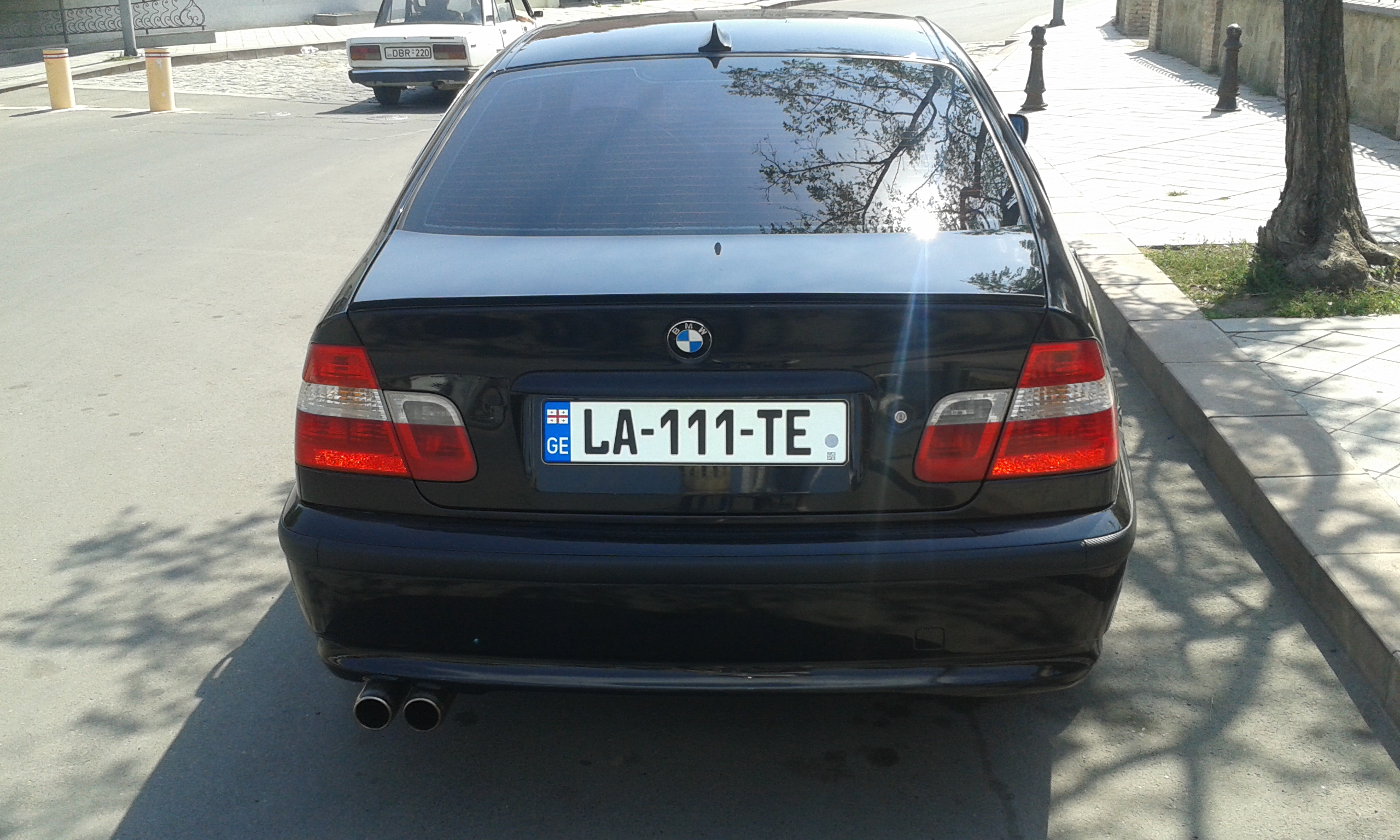
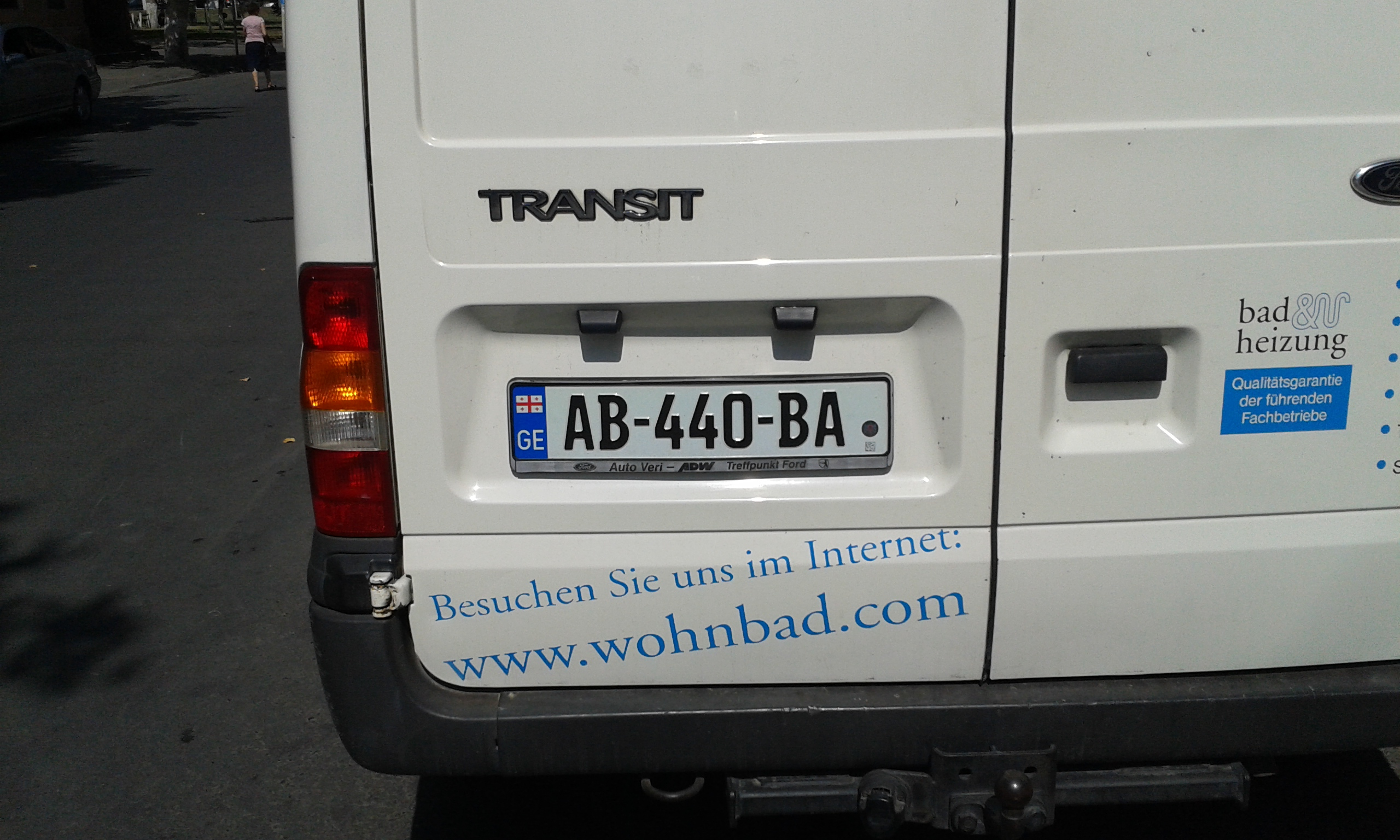
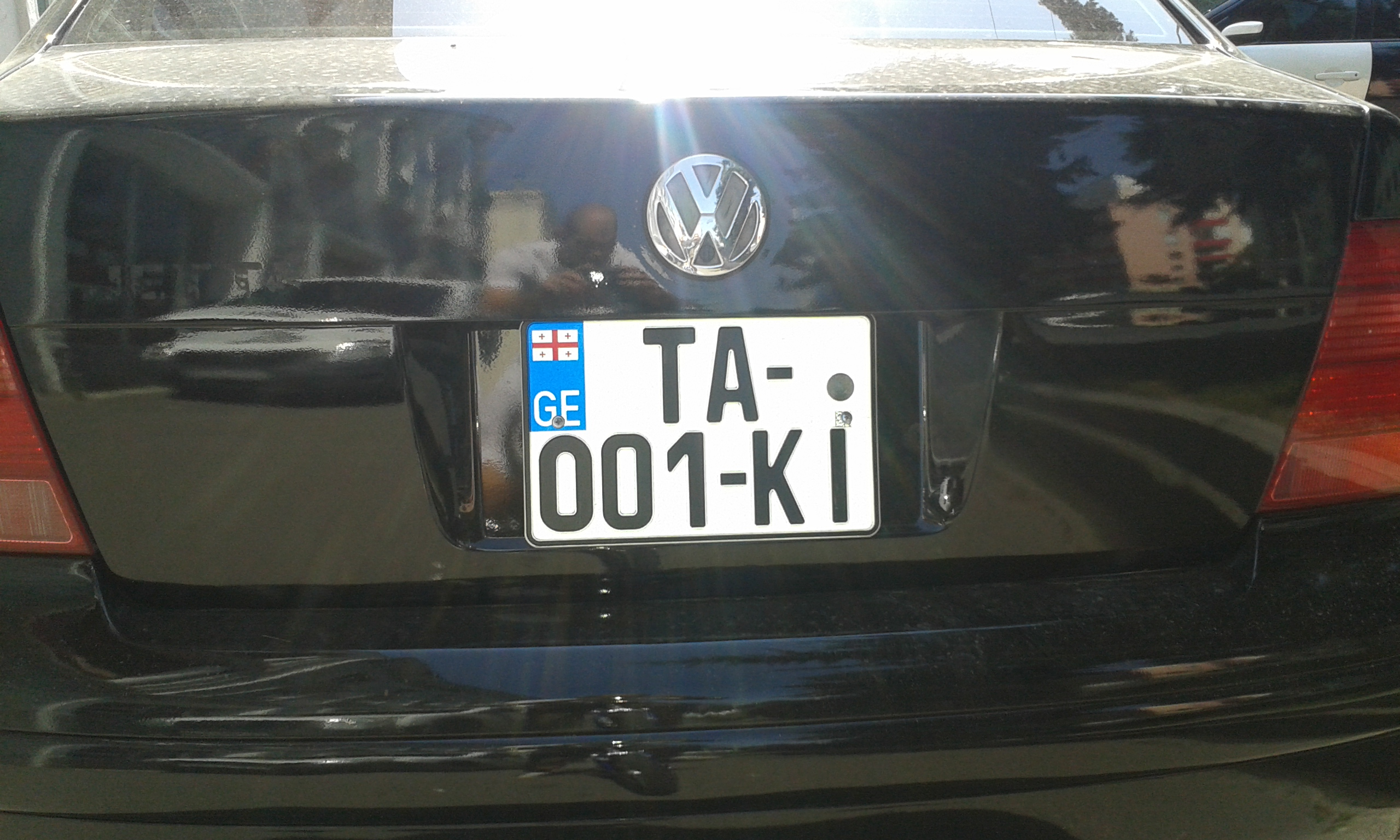

Специальные номера Грузии
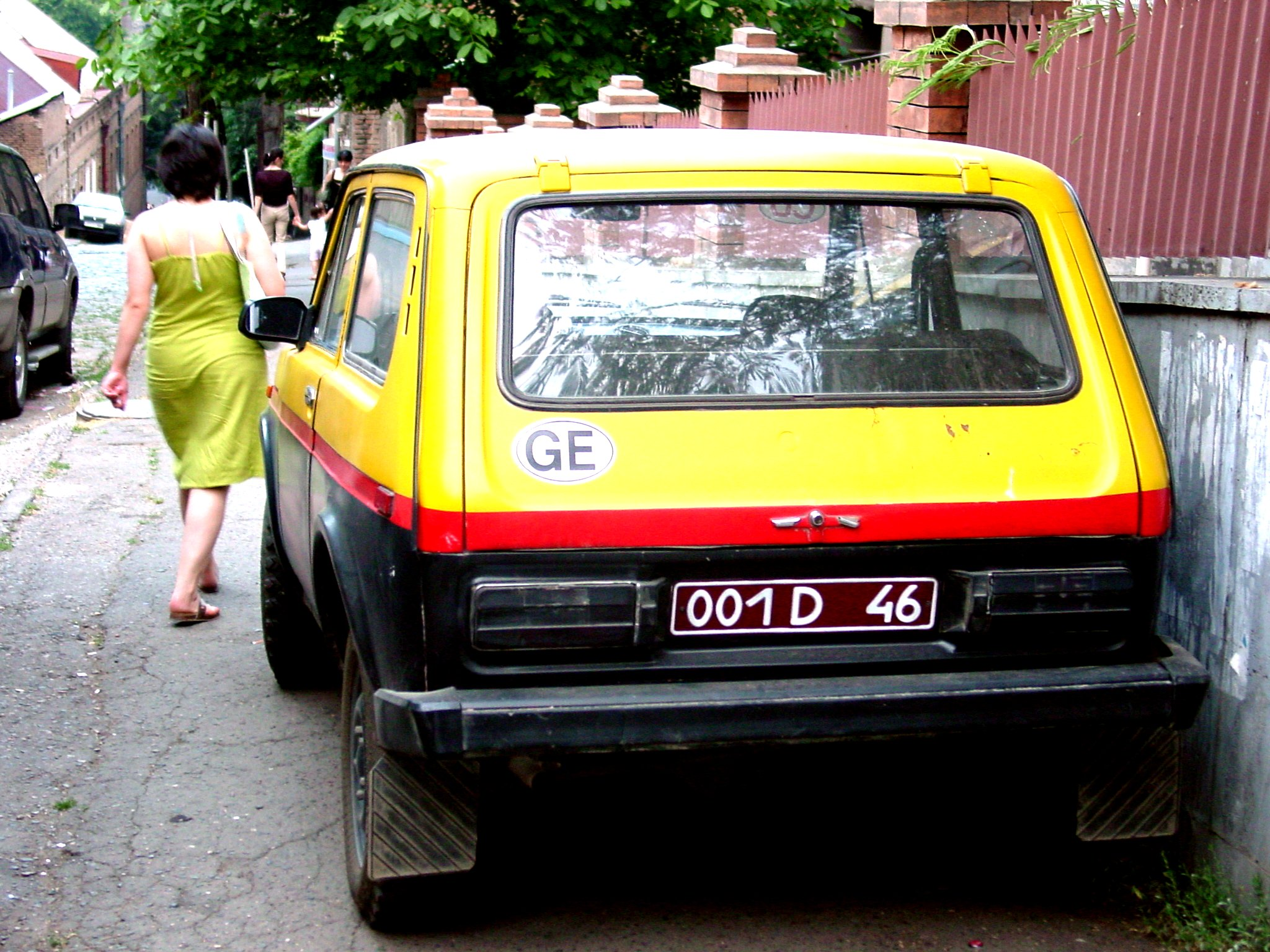
Дипломатический номер, принадлежавший посольству Германии
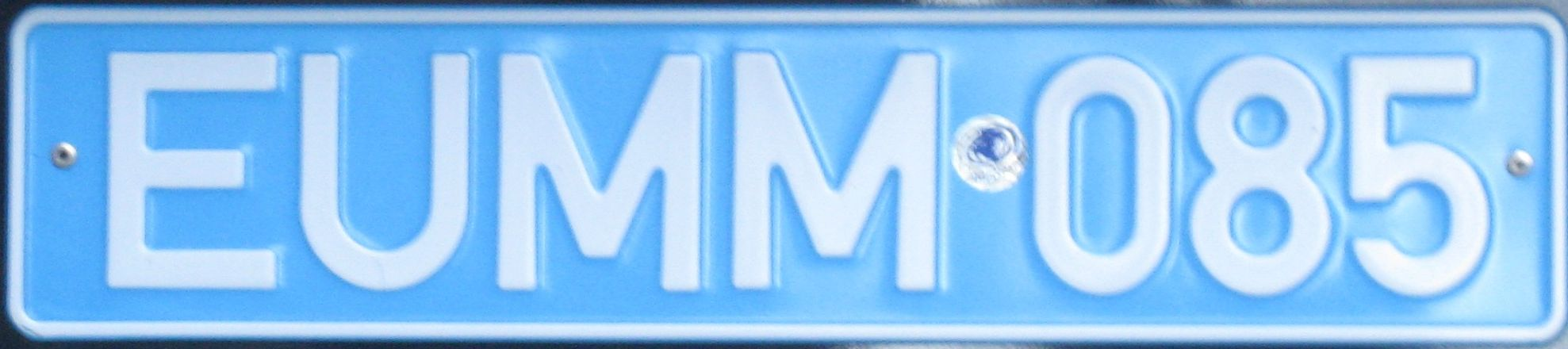
Номера автомобилей наблюдателей Евросоюза
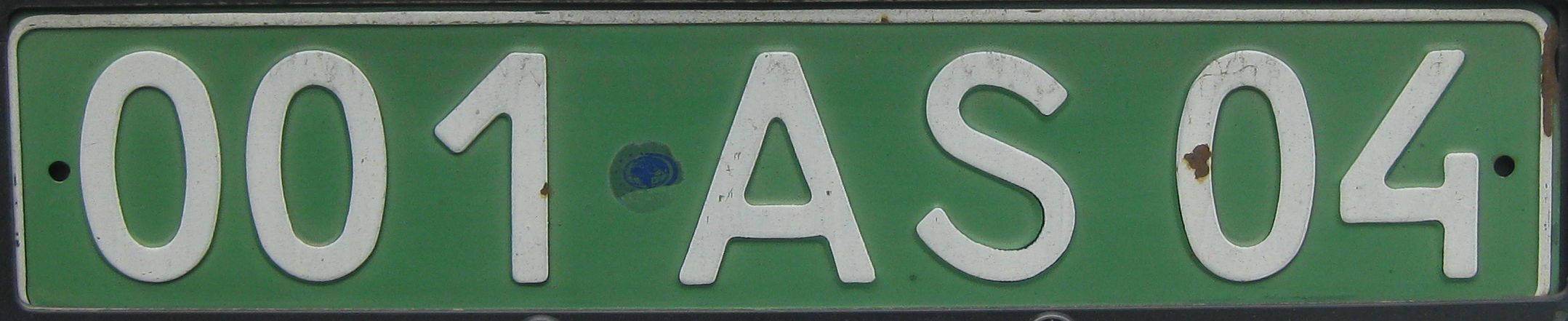
Номер иностранной компании
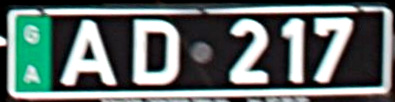
Военный номер
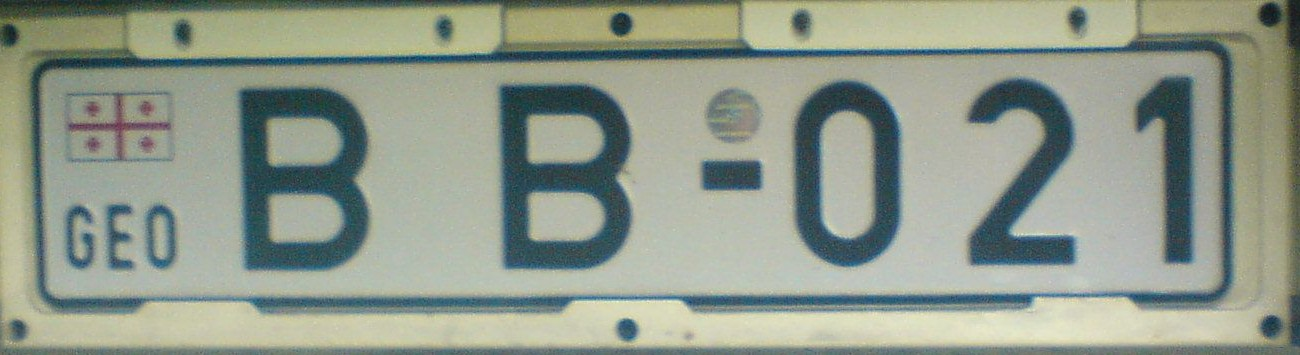
Номер прицепов (стандарт 2004 года)
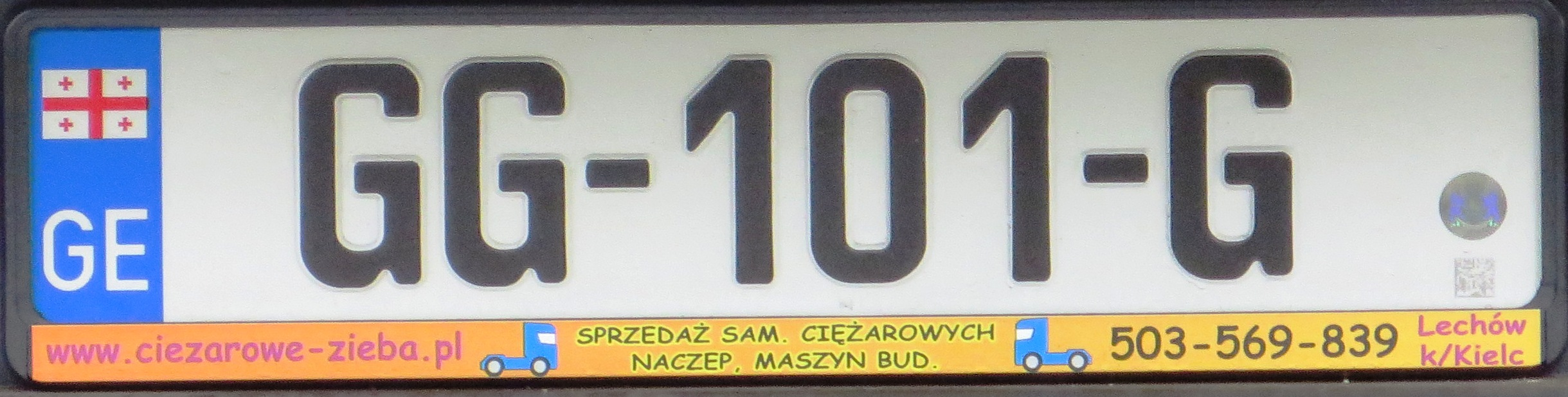
Номер прицепов (стандарт 2014 года)